# T1300
T1300 var en type metrovogne, der blev benyttet på T-banen i Oslo.
I første omgang anskaffede vognene 1301-1333 (serie T5 og T6) fra 1978 til 1981. Efterfølgende ombyggedes T1000-vognene 1147-1162 (T4) til 1334-1349 (T7 og T8) fra 1985 til 1989. Vognene adskilte sig oprindeligt fra T1000-vognene ved at være udstyret med pantograf til køreledning, som man benyttede på de vestlige T-baner, mens de østlige benyttede strømskinne, som T1000-vognene var udstyret til. T1300-vognene blev imidlertid efterfølgende ombygget til også at have strømaftager til strømskinne. Det betød at da de vestlige og østlige T-baner blev forbundet fra 1993, kunne de indsættes på hele nettet, med undtagelse af Grorudbanen øst for Hasle Station på grund af for lav tunnelhøjde. I praksis betød det begrænsede antal vogne dog, at de næsten udelukkende blev benyttet på linje 1 som tovognstog og på linje 4/6 som trevognstog. Det sidste var fordi, T5-T7 i modsætning til T1000 havde automatiske skiltekasser, der gjorde det enkelt af skifte mellem linje 4 og 6, der hænger sammen via T-baneringen.
Udseendemæssigt adskilte T1300 sig også noget fra T1000, for eksempel ved at de fleste vogne havde større vinduer i fronten, blandt andet for at give bedre oversigtsforhold ved overgange i niveau.
Den sidste vogn blev sendt til Gjøvik for ophugning 22. april 2010. Tre T1300-vogne er bevaret, 1306, 1320 og 1335. Oprindeligt bevarede Oppland metall, der ophuggede resten af vognene, også vogn 1328, men den blev ophugget i vinteren 2012.

## Modeller
| Serie | Nummer    | Byggeår   | Leverandør                        | Maks. hastighed | Vægt      | Sidde- og ståpladser | Noter                                                                     |
| ----- | --------- | --------- | --------------------------------- | --------------- | --------- | -------------------- | ------------------------------------------------------------------------- |
| T5    | 1301-1318 | 1978      | Strømmens Værksted, AEG/EGA, NEBB | 70 km/t         | 29,74 ton | 70/110               | 1306 bevaret.                                                             |
| T6    | 1319-1333 | 1980-1981 | Strømmens Værksted, AEG/EGA, NEBB | 70 km/t         | 29,74 ton | 64/106               | Har førerrum i begge ender, 1320 bevaret.                                 |
| T7    | 1334-1343 | 1975-1976 | Strømmens Værksted, AEG/EGA, NEBB | 70 km/t         | 29,74 ton | 60/117               | Ombygget fra T4 nr 1150-1159 i 1985-1987. 1335 bevaret.                   |
| T8    | 1344-1349 | 1975-1976 | Strømmens Værksted, AEG/EGA, NEBB | 70 km/t         | 29,74 ton | 57/117               | Ombygget fra T4 nr 1147-1149 og 1160-1162 i 1989. Ingen vogne er bevaret. |